# Billy Ballew Motorsports
Billy Ballew Motorsports ist ein US-amerikanisches Motorsportteam, welches in der NASCAR Camping World Truck Series mit den Startnummern 15 und 51 antritt. Es wurde 1996 vom Geschäftsmann Billy Ballew gegründet und ist insbesondere dadurch bekannt, dass sie mehrmals pro Saison den Fahrer wechseln. So fuhren in der Saison 2005 nicht weniger als acht verschiedene Fahrer für das Team und dennoch wurde es Vierter in den Owner Points, nicht zuletzt dank den drei Siegen durch Kyle Busch. Von Billy Ballew Motorsports stammt auch der Truck, in dem Geoffrey Bodine bei einem Unfall im Jahr 2000 auf dem Daytona International Speedway beinahe tödlich verunglückte.
In der Saison 2006 stellte Billy Ballew Motorsports einen Truck für den Rookie Kyle Krisiloff mit dictech.com, National Land Liquidators und Krud Kutters als Sponsoren. Auch kehrte Kyle Busch zurück, fuhr eine Handvoll Rennen im Chevrolet mit der Startnummer 51 und gewann auf dem Lowe’s Motor Speedway. Nachdem Krisiloff entlassen worden war, absolvierte Busch die meisten Rennen für das Team. In der Saison 2007 fährt Bill Lester die Startnummer 15 die komplette Saison, während sich, unter anderen, Kyle Busch, Steve Wallace, Kelly Sutton und Paul Menard die Startnummer 51 teilen.